# Лакхнау (аеропорт)
Міжнародний аеропорт імені Чоудхарі Чарана Сінґха (гінді चौधरी चरण सिंह अन्तर्राष्ट्रीय हवाई अड्डा) — аеропорт в Індії, розташований за 15 кілометрів від міста Лакхнау. Названий на честь 5-го прем'єр-міністра Індії Чоудхарі Чарана Сінґха. Є 12-им в Індії за пасажиропотоком.

## Історія
Аеропорт був збудований 1986 року для обслуговування бізнесу та державних чиновників. Міжнародного статусу аеропорт набув у травні 2012 року.

## Термінали
Термінал 1 використовується для міжнародних рейсів. Має два заїзди і три брами вильоту, а також два імміграційних лічильника. Термінал 2 було відкрито 19 травня 2012 року. Він має п'ять виходів та використовується для внутрішніх рейсів. Термінал 3 наразі перебуває на стадії проектування.